# Список умерших в 1996 году
В этой статье представлен список известных людей, умерших в 1996 году.
См. также: Категория:Умершие в 1996 году

## Дата неизвестна или требует уточнения
- Июнь — Александр Авдеенко (87) — советский и российский прозаик, публицист, драматург, киносценарист.
- Вера Белошапкова (78 или 79) — советский и российский филолог, профессор кафедры русского языка (филологический факультет МГУ) (род. 7 июля 1917).